# Białka wiążące aktynę
Białka wiążące aktynę (ang.: actin-binding protein, ABP) – dodatkowe (oprócz aktyny) białkowe składniki mikrofilamentów.
Należą do białek zasocjowanych z cytoszkieletem.
U roślin białka wiążące aktynę kontrolują:
- proporcje między aktyną G i aktyną F
- składanie mikrofilamentów
- formowanie i rearanżacje złożonych struktur aktynowych

Liczba poznanych ABP stale rośnie. Na podstawie badań doświadczalnych wyróżniono sześć klas tych białek:
1. - białka stabilizujące monomery aktyny[2] (np. profilina),
2. - białka inicjujące polimeryzacje monomerów oraz blokujące jedno z dwu zakończeń mikrofilamentów (np. gelsolina, wilina, fragmina),
3. – białka stabilizujące mikrofilamenty[2] (np. tropomiozyna mięśniowa, troponina),
4. – białka formujące siateczkę mikrofilamentów (np. miozyna, filamina, spektryna),
5. – białka formujące wiązki mikrofilamentów (np. alfa-aktynina),
6. – białka przymocowujące włókna aktyny do podstruktur komórki (np. winkulina).

Istnieją też ABP, które nie należą do żadnej z powyższych klas (np. kofilina).
Niektóre źródła podają, że tych klas jest około 70 z czego roślinne białka wiążące aktynę zaliczają się do kilku.
U roślin występują: profilina, kofilina, formina, fimbryna, kofilina, wiliny.